# Akridin
Akridin (engl. acridine, od lat. acer, genitiv acris: oštar) je heterociklički aromatski spoj, C13H9N, bijela kristalna tvar osobita mirisa. Dobiva se iz katrana kamenog ugljena, važna je sirovina u proizvodnji nekih bojila i lijekova (akriflavin, atebrin).

## Akridinska bojila
Akridinska bojila sadrže kao kromofornu grupu akridin u kinonoidnom obliku, a auksokromi se nalaze u p-položaju prema centralnom ugljikovom atomu. Nemaju velikog praktičnog značenja, tek ih se nekolicina upotrebljava za bojenje kože i papira u žutim i narančastim nijansama. Primjeri su: Rhodulinorange NO, C.I. 46005 (koji se priprema time što se kondenzira N,A/-dimetil-m-fenilendiamin s formaldehidom, ciklizira uz otcjepljenje amonijaka grijanjem s kiselinama i konačno oksidira zrakom) i Diamantphosphin GG, C.I. 46035 (koji se dobiva kondenzacijom m-toluilendiamina s formaldehidom i metiliranjem dimetilsulfatom). Neka akridinska bojila imaju stanovitu upotrebu u medicinske svrhe zbog svog snažnog antiseptičkog djelovanja, tako na primjer Acriflavin, C.I. 46000.

### Akridinska naranča
Akridinska naranča je organski spoj koji služi kao fluorescentna boja selektivne nukleinske kiseline s kationskim svojstvima korisna za određivanje staničnog ciklusa. Akridinska naranča propusna je za stanice, što omogućuje međudjelovanje boje s DNK (deoksiribonukleinska kiselina) interkalizacijom ili RNK (ribonukleinska kiselina) elektrostatičkim privlačenjem. Kad je vezan za DNK, akridinska naranča je spektralno vrlo slična organskom spoju poznatom kao fluorescein. Akridinska naranča i fluorescein imaju maksimalno pobuđivanje na 502 nm i 525 nm (zeleno). Kada se akridinska naranča poveže s RNK, fluorescentna boja doživljava maksimalni pomak pobude s 525 nm (zelena) na 460 nm (plava). Pomak u maksimalnom pobuđivanju također proizvodi maksimalnu emisiju od 650 nm (crvena). Akridinska naranča može izdržati okruženje s niskim pH, omogućavajući fluorescentnoj boji da prodre u kisele organele poput lizosoma i fagolizomoma koji su membranski vezani organeli bitni za kiselu hidrolizu ili za proizvodnju proizvoda fagocitoze apoptotskih stanica. Akridinska naranča koristi se u epifluorescentnoj mikroskopiji i protočnoj citometriji. Sposobnost prodiranja u stanične membrane kiselih organela i kationska svojstva akridinske naranče omogućava bojilu da razlikuje različite vrste stanica (to jest bakterijske stanice i bijele krvne stanice). Pomak u maksimalnim valnim duljinama pobude i emisije daje temelj za predviđanje valne duljine na kojoj će stanice ostati.